# 12. hráč (fotbal)

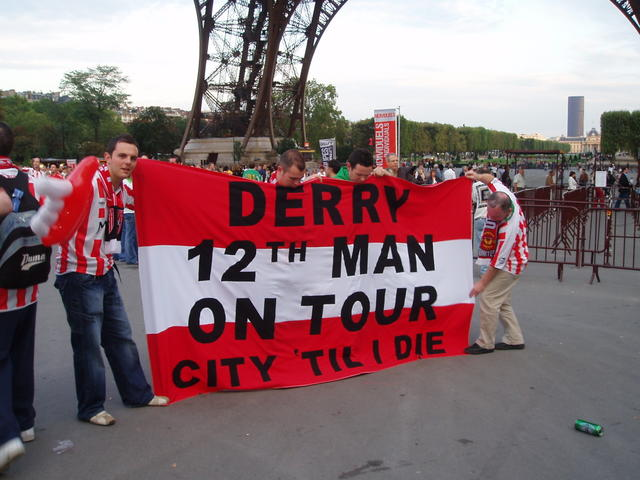
12. hráč Derry City FC

12. hráč (anglicky: 12th Man) je ve fotbale označení pro podporu fanoušků, jejichž přízeň může ovlivňovat psychiku hráčů a změnit tak výsledek zápasu. Číslovka 12 se používá, protože je na hřišti 11 hráčů. Některé kluby vyřadily číslo 12 z nabídky dresů a některé kluby označily své věrné fanoušky názvem 12. hráč. Každý rok FIFA uděluje ocenění pro nejlepší fanoušky. Výraz se používá i v americkém fotbalu, zatímco v kanadském fotbalu, kde hraje na hřišti 13 hráčů, se používá název 13. hráč (13th Man). Velkou tradici má 12. hráč na Texaské univerzitě (12. hráč (Texas, A&M)). Termín 12. hráč se používá i v kriketu, v basketbalu se užívá termín 6. muž.

## Kluby, které vyřadily číslo 12 z nabídky dresů
|  | - Aberdeen FC - Atlético Mineiro - Bayern Mnichov - Bristol Rovers - Cork City - CSKA Moskva - Dynamo Drážďany - Fenerbahçe SK - RSC Anderlecht - Ferencvárosi TC - Feyenoord Rotterdam - Hammarby IF | - Odense BK - Paris Saint-Germain FC - Plymouth Argyle - Portsmouth FC - PSV - Rangers FC - Roda JC - Go Ahead Eagles - Crvena Zvezda Bělehrad - Shamrock Rovers - SS Lazio - US Lecce - Zenit Petrohrad |